# En sacrifice à Moloch
En sacrifice à Moloch (Till offer åt Molok), publié en 2012, est un roman policier et un roman psychologique de l'écrivaine suédoise Åsa Larsson.

## Résumé
L'action se déroule dans le Kurravaara (en), commune de Kiruna, dans l'extrême nord de la Suède (Norrland, Laponie), en 2010 (ou à peu près) pour l'essentiel, et en 1914-1915 pour l'affaire Elina.
Un fermier assiste presque à la dévoration de son chien de garde par un énorme ours. La battue organisée, menée par un spécialiste, aboutit vite à l'exécution de l'ours. On retrouve des os humains, une main, dans son estomac...
Une femme paria, Sol-Britt, dont l'absence au travail est remarquée, est retrouvée à son domicile criblée de coups de fourche à foin.
La main est celle du père de Sol-Britt.
Le corps du fils de Sol-Britt a été retrouvé dans un fossé dans une ligne droite quelques années plus tôt.
Rebecka Martinsson, se fait souffler l'affaire de l'assassinat de Sol-Britt par son collègue incompétent et intrigant Carl von Post.
Adulte, furieuse, déçue, elle prend tous les congés qui lui restent et poursuit ses intuitions, en creusant les enquêtes inabouties jusque-là concernant la famille de Sol-Brit, Marcus, Frans, Matti, Elina et les autres, dont le roi sans couronne de la Laponie.
L'ours aura été le révélateur d'autres Molochs...

## Personnages
- La famille des victimes
  - Sol-Britt Uusilato, employée d'hôtel, 56 ans, de Lehtiniemi, trop libre, trop alcoolique
  - Frans Uusilato (Olof), son père, élevé par Flisan, mort à plus de 90 ans, dévoré par un ours un an plus tôt, peut-être fils de Hjalmar Lundbohm
  - Elina Petersson, sa grand-mère, institutrice nouvellement nommée dans la ville nouvelle de Kiruna (1903), morte étranglée en 1915
  - Matti Uusilato, son fils, mort dans un accident d'auto trois ans plus tôt, dans un accident de la route sans tiers identifié
  - Marcus, 7 ans et trois mois, petit-fils de Sol-Britt, orphelin de son père Matti, abandonné par sa mère, disparu, souffre-douleur des autres enfants, chien perdu
  - Maja Larsson, cousine, belle, soixante ans environ, revenue au pays s'occuper de sa mère hospitalisée pour une phase terminale de cancer du foie, ayant connu les parents de Rebecka, mariée à Örjan Bäck
- L'équipe de police judiciaire
  - Rebecka Martinsson, procureure substitute, célibataire, et ses deux chiens, Jasko (beau berger allemand, le Morveux, offert par Krister) et Vera (vieille, bâtarde, non dressée, héritée d'un ermite), revenue au pays, sorte de Modesty Blaise (selon Carl von Post)
  - Anna-Maria Mella, inspectrice, et mère de famille (de Gustav, de Petter et de Jenny (16 ans)), mariée à Robert, sans amie ni famille proche
  - Krister Ericsson, maître-chien, grand brûlé, ami de Rebecka, et ses deux chiens, Tintin et Roy, et la peau de son visage vieille carte en parchemin rose et brun
  - Tommy Rantakyro, le plus jeune, chien fou
  - Sven-Erik Stälnacke, le plus ancien
  - Fred Olsson
  - Lars Pohjanen, médecin légiste, vieux, cancéreux, assisté de Anna Granlu
  - Carl von Post, 55 ans, procureur, collègue, inepte, botoxé, manucuré, salonard, Post la Peste
  - Alf Björnfot, procureur général
- Autres
  - Ann-Helen Alajarvi, collègue de Sol-Britt
  - Sivving, voisin de Rebecka, vieillard, veuf de Maj-Lis, connaissance de Sol-Britt, à patte folle
  - Måns Wenngren, avocat de grande compagnie, à Stockholm, ancien collègue de Rebecka et son petit ami, divorcé de Madelene Elströmer mère de leurs enfants
  - Hjalmar Lundbohm (mort en 1926), le patron de la compagnie minière LKAB et de sa ville de Kiruna, conscient, célibataire, perfectionniste, vulnérable, fréquentant les Samis
  - Klara Andersson Flisan, domestique de Lundholm, co-locataire du logement collectif B12 Bläckhorn, amie de Johan-Albin
  - Fasth, régisseur général de la mine, superintendant, sinistre prédateur, le grand brochet, mort brutalement
  - Jocke Häggroth, soudeur, premier suspect dans l'affaire Sol-Britt, mari battu de Jenny
  - Jenny Häggroth, mère de leurs enfants, défendue par le grand avocat Silbersky
  - Mange Utsi, 35 ans, ami et alibi de Häggroth
  - Blenda Mänpää, domestique chez Fasth, et Hillevi, petite employée
  - Oskar Venetpalo, découvreur (grugé) de la mine de Kiruna, et son arrière-petit-fils
  - Willi Niemi (neuf ans, et ses parents) et Hampus, bourreaux des petits à l'école de Marcus
  - Björnfot, commissaire divisionnaire de Kiruna en 1915
  - Anna Jaako (78 ans), amie de Frans
  - et de nombreux autres